# Weidenthal (Kreis Caraș-Severin)

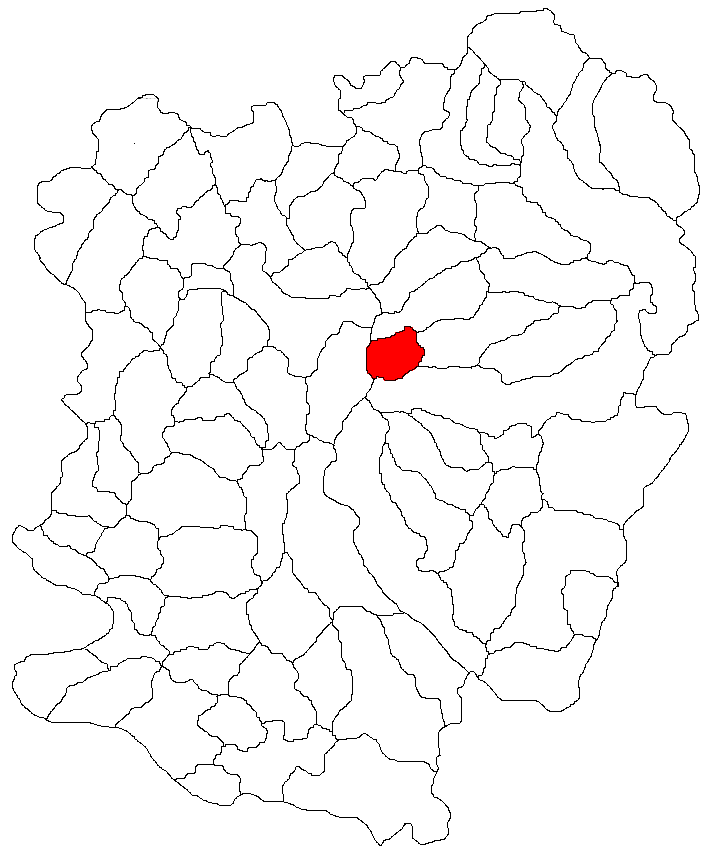
Lage von Brebu Nou im Kreis Caraș-Severin

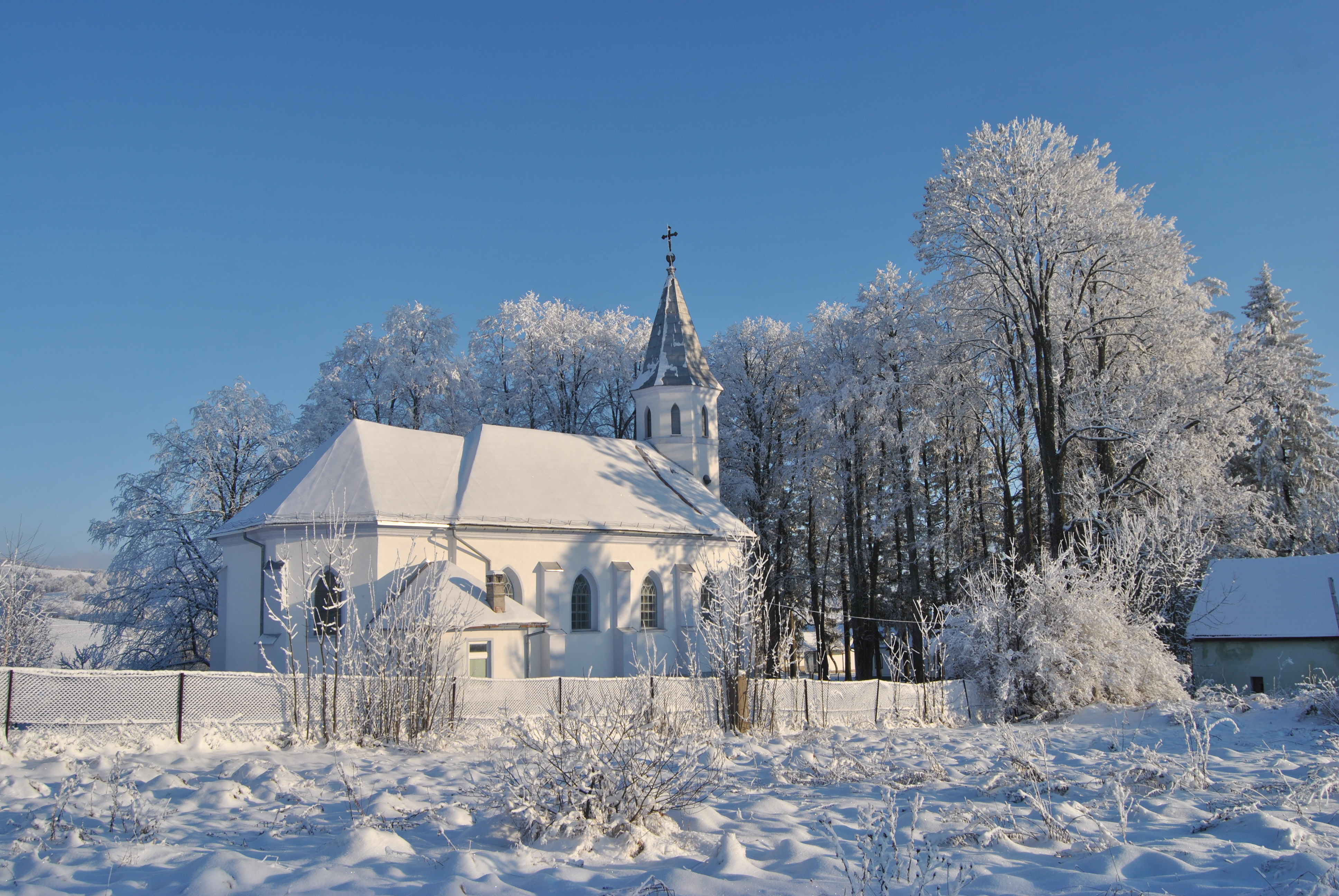
Katholische Kirche im Winter 2010

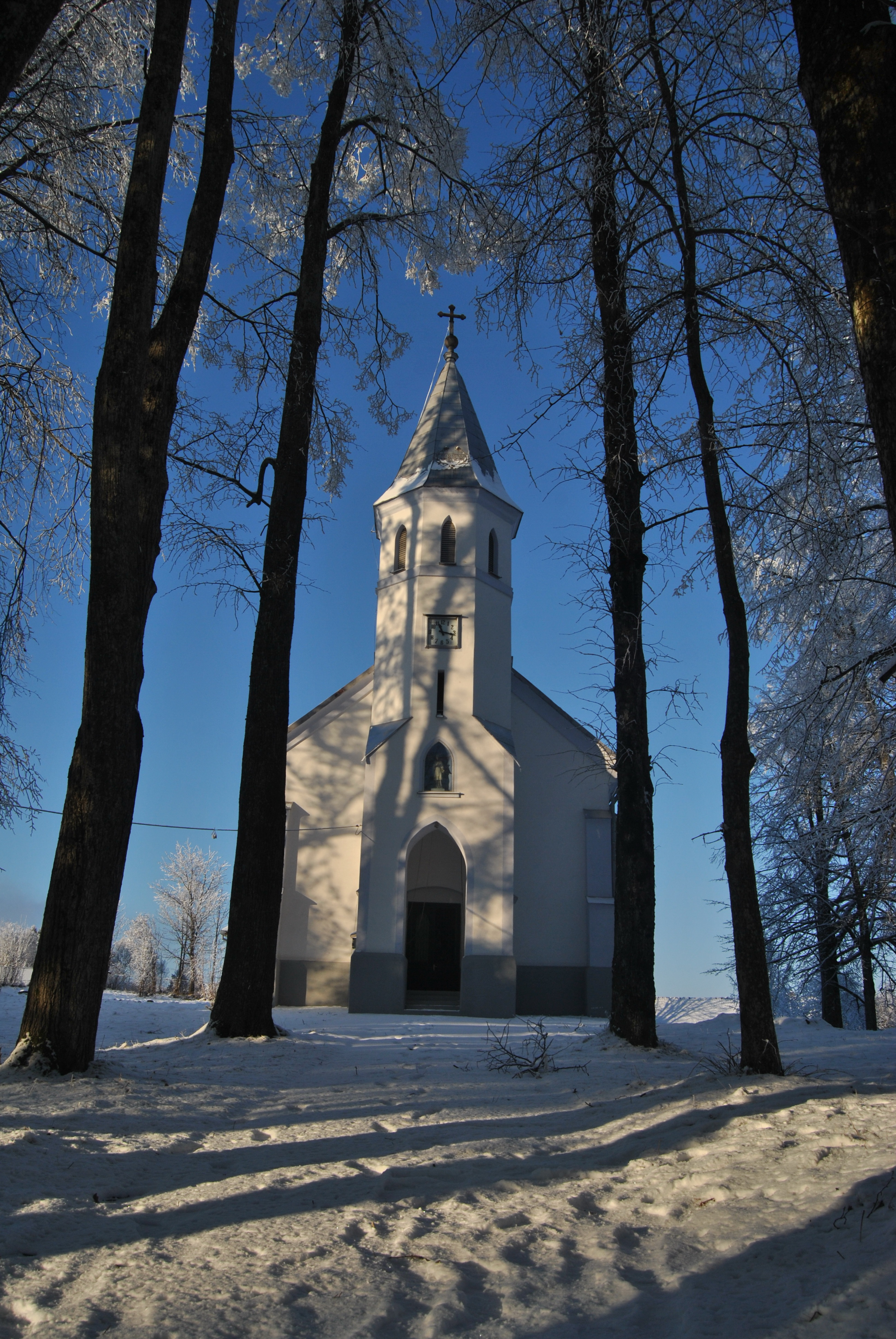
Vorderansicht der katholischen Kirche

Weidenthal (rumänisch Brebu Nou, ungarisch Temesfő) ist eine Ortschaft im Kreis Caraș-Severin, im Westen Rumäniens. Es war die bevölkerungsärmste Gemeinde im gesamten Land (96 Einwohner, Stand 2007).

## Geografische Lage
Der Ort liegt in einer Höhe von 820 m am Fuße des Semenic-Gebirges. Gegründet wurde Weidenthal im Frühjahr 1828 von deutschen Siedlern aus dem südwestlichen Böhmerwald.

## Nachbarorte
| Reșița | Lindenfeld                                  | Caransebeș    |
| Gărâna | Kompassrose, die auf Nachbargemeinden zeigt | Slatina Timiș |
| Anina  | Trei Ape                                    | Teregova      |

## Geschichte
Zu Beginn des 19. Jahrhunderts brach die Glasindustrie in Böhmen ein, zahlreiche Glasbläser, Köhler und Holzfäller blieben ohne Arbeit. Es begann eine Auswanderungswelle in die Bukowina, nach Galizien und nach Nordböhmen. Der Kommandant des 13. Grenzregiment, Oberst Drasenovich, sah darin eine Chance den spärlich besetzten Regimentsbezirk zu besiedeln und erwirkte beim Hofkriegsrat in Wien einen Erlass zum Anwerben von Siedlern aus dem Südwesten Böhmens. Den Auswanderern wurde Unterstützung zugesagt, eine zehnjährige Steuerfreiheit, eine fünfjährige Befreiung vom Militärdienst, eine kostenfreie Anreise sowie Grund und Boden, ein Blockhaus und Haushaltsgeräte.
Im Herbst 1827 fanden sich 56 ausreisewillige Familien an der Sammelstelle in Budweis ein, von wo sie nach Wien gebracht wurden. Ab da ging die Reise mit Ruderbooten auf der Donau bis Palanka. Auf dem Festland ging es dann mit Ochsenkarren bis Slatina-Timiș. 1828 kamen weitere 503 Familien, die in Weidenthal, Wolfsberg, Wolfswiese und Lindenfeld angesiedelt wurden.
Die Rodungsarbeiten gingen gut voran, doch der gewonnene Boden brachte nicht die erhofften Erträge. Zudem kam die Zeit, da die Ansiedlungsschulden zurückgefordert wurden. Auch kamen die Neuankömmlinge mit den Bewohnern der Ebene in Berührung und sahen, welche Ernten dort eingefahren wurden. Die Unzufriedenheit wurde immer größer und so begannen viele Weidenthaler ihrem Dorf den Rücken zu kehren und ließen sich in Alt-Sadowa, in Wolfswiese oder in der Banater Heide nieder. Erst 1864 erließ Kaiser Franz Joseph I. anlässlich einer Reise ins Banat den vier Ortschaften die Ansiedlungsschulden. 1872 wurde die Militärgrenze aufgelöst und das Grenzland fiel an Ungarn. Gleichzeitig wurde eine Zivilverwaltung eingeführt.
Nach dem Österreichisch-Ungarischen Ausgleich (1867) wurde das Banat dem Königreich Ungarn innerhalb der Doppelmonarchie Österreich-Ungarn angegliedert.
Im ersten Jahrzehnt des 20. Jahrhunderts fand das Gesetz zur Magyarisierung der Ortsnamen (Ga. 4/1898) Anwendung, einschließlich der Magyarisierung aller Toponyme auf Kartenwerken, Grundbuchauszügen und Stadtplänen. Die amtliche Ortsbezeichnung war Temesfő..Die ungarischen Ortsbezeichnungen blieben bis zur Verwaltungsreform von 1923 im Königreich Rumänien gültig, als die rumänischen Ortsbezeichnungen eingeführt wurden.
Der Vertrag von Trianon am 4. Juni 1920 hatte die Dreiteilung des Banats zur Folge, wodurch Brebu Nou an das Königreich Rumänien fiel.
Ende der 1950er Jahre begann eine erneute Abwanderungswelle aus Weidenthal in die Ballungsgebiete Timișoara und Reșița. Das Dorf war dem Verfall überlassen. Eine Änderung trat 1973 ein, als die beiden Bergdörfer, Wolfsberg und Weidenthal zur sogenannten „touristischen Zone“ erklärt wurden. Innerhalb dieser touristischen Zonen war laut Gesetz der Erwerb einer Zweitwohnung gestattet. Die Temeswarer und Reschitzaer Elite begann hier Wochenendhäuser zu erwerben, was den beiden Orten zu neuem Aufschwung verhalf. In den 1960er Jahren begann die Ausreisewelle der Dorfbewohner nach Deutschland. Viele Weidenthaler haben ihr Haus als Feriendomizil behalten. Heute ist Weidenthal ein beliebter Ort für Wochenend- und Ferienhäuser.
1965 wurde der Staudamm bei Drei Wässer (rumänisch Trei Ape) gebaut. Der Staudamm ist 32 Meter hoch, hat eine Fläche von 45 Hektar und fasst 5 Millionen Kubikmeter Wasser. 1969 wurden die Bergdörfer ans Stromnetz angeschlossen.
Im Zuge einer Abwanderungswelle von 1989 bis 1992 sind bis auf eine Person alle damaligen Bewohner Weidenthals nach Deutschland (Bayern) umgesiedelt. Einige von ihnen nutzen ihre Häuser als Feriendomizil.
Für Motorrad-Enduro-Touristen ist Weidenthal eine beliebte Station. Dort hat beispielsweise die EnduRoMania regelmäßig mehrmals im Jahr ihren Ausgangspunkt.

## Demografie
Die Deutschböhmen hatten in Weidenthal bis zum Beginn des Zweiten Weltkrieges einen Bevölkerungsanteil von etwa 98 bis 99 Prozent. Doch bei der 1992 durchgeführten Volkszählung wurde die fast totale Entvölkerung der Ortschaft festgestellt. Durch die Auswanderung der Deutschen verwandelte sich die Ortschaft allmählich in einen Ferienort und eine Wochenendsiedlung.
| 1880 | 1520 | 3   | 1  | 1515 | 1  |
| 1890 | 1600 | 3   | -  | 1592 | 5  |
| 1910 | 2006 | 1   | 13 | 1989 | 3  |
| 1930 | 2185 | 14  | 6  | 2165 | -  |
| 1941 | 2193 | 15  | 5  | 2167 | 6  |
| 1977 | 1588 | 45  | 9  | 1534 | -  |
| 1992 | 142  | 21  | 2  | 119  | -  |
| 2002 | 87   | 44  | 5  | 35   | 3  |
| 2011 | 119  | 55  | 3  | 28   | 33 |
| 2021 | 166  | 114 | 2  | 36   | 14 |